# こはるびより
『こはるびより』は、みづきたけひとによる漫画作品。「電撃萌王」（メディアワークス刊）において連載していた。単行本全7巻が刊行されている。
2007年にドラマCD・OVA化。

## 概要
人間と同等の容姿・能力を持つメイドロボが実用化されている時代を舞台に、オタクでフィギュアマニアのご主人様にあくまでメイドでなく愛玩人形として扱われているメイドロボの受難の日々をコミカルに描いている。
掲載誌に違わず、メイドロボを始め、巨乳、コスプレ、幼女、人妻（未亡人）、巫女、といった萌え要素キャラ満載の作品である。

### 掲載誌の変遷
最初は、2001年「月刊コミック電撃大王」に読み切りとして掲載され、その後同誌に不定期連載された（単行本1巻に収録）。その後「電撃萌王」創刊と共に移籍し、基本設定を継承してリセット再連載が始まった。また並行して「電撃帝王」にも連載された（同誌休刊のため終了、単行本3巻に収録）。なおアニメ化に合わせて、再び「電撃大王」でも2007年12月号より3号連続で掲載されている。

## 登場人物
声は、後述のドラマCD・アニメ版の担当声優

### 電撃大王版からのキャラクター
ゆい　
声 - 喜多村英梨
メイドロボとしての使命と貴也の着せ替え人形扱いとのギャップに悩める美少女メイドロボ。かなり口が悪い。
村瀬貴也（むらせ たかや）
声 - 近藤孝行
ゆいのご主人様。筋金入りのオタクで人形フェチ。見た目は好青年で料理や裁縫もスゴ腕。ゆいを溺愛している。
住友みのり（すみとも みのり）　
声 - 明坂聡美
貴也に恋する巨乳美少女。父の経営する喫茶店「Cowbeya（カウベヤ）」の看板娘。彼女をモデルにしたという設定のメイドロボ「みのり」に化ける事もある。

### 萌王・帝王版からのキャラクター
住友哲志（すみとも てつし）
声 - 三宅健太
みのりの父。娘を溺愛しコスプレ喫茶店を開店。貴也とは変態コンビで良き理解者だが、一方で娘が彼に恋して自分から離れていく事に寂しさも感じている。
店長　
声 - 三宅華也
カスタムメイドロボ専門店「メイドワークス（MW）」店長でゆい・久遠の生みの親。妙齢の女性。
萩原歩美（はぎわら あゆみ）
声 - 井口裕香
近所に住む幼女。貴也になついている。母親に溺愛されているためちょっとワガママ。お気に入りのウサギのぬいぐるみをいつも持ち歩いている。
萩原香苗（はぎわら かなえ）
声 - 柚木涼香
歩美の母親でうら若き未亡人。特殊性癖のあった亡き夫のおかげで貴也の人形趣味にも理解がある。
御堂蘭（みどう らん）
声 - 矢作紗友里
カリスマ退魔師を目指す巫女少女。みのりの巨乳に憧れている。「あっちの世界のお友達」と称する魔物（巨大タコ＆イカ）を召喚する事ができる。
御堂菫（みどう すみれ）
声 - 早見沙織
蘭の姉。貧乳巫女。検定マニア。
久遠（くおん）
声 - 小清水亜美
MW製メイドロボ。性能は優秀だがとある理由（可愛く作りすぎたため、生みの親である店長が手放したくないため）でずっと売れ残っているため性格がヒネている。
さくや
声 - 清水愛
大手メイドロボメーカーのテスト用機体。自由奔放な性格。元は貴也が自作したフィギュアだったが色々あって現在の姿に。
鳳智之（おおとり ともゆき）
大財閥・鳳家の御曹司。貴也を兄と慕う少年。
千鶴（ちづる）
大手メーカーの高級メイドロボで鳳家のメイド長。
紘（ひろ）
智之の友人。機械類に強く理想のメイドロボ製作を志す少年。
桃華（ももか）
紘の自作メイドロボ。途中で打ち切られた『週間メイドロボ』のパーツを基に、色々とロボットアニメ的機能が搭載されている。
もえおくん
「Cowbeya」の客などとして劇中にしばしば出没する、太った暑苦しい外観のオタク達。いわゆるモブキャラ。

### 読切作品「おまかせ!マイシスター」からのゲストキャラ
二宮遥佳（にのみや はるか）
「黒石舞依（くろいし まい）」のペンネームで活躍する漫画家。貴也の高校の同級生。
二宮彩佳（にのみや あやか）
遥佳の双子の妹。姉の影武者としてサイン会やイベントに出演している。
国分巧也（こくぶ たくや）
遥佳の担当編集者。遥佳をメジャー作家にすべく奮闘中。萌え漫画好き。

## 単行本
アスキー・メディアワークスより電撃コミックスとして刊行。全7巻。
- 第1巻（2004年4月15日発行） ISBN 4-8402-2626-1
- 第2巻（2006年3月15日発行） ISBN 4-8402-3367-5
- 第3巻（2007年7月15日発行） ISBN 978-4-8402-3926-4
- 第4巻（2008年4月15日発行） ISBN 978-4-8402-4249-3
- 第5巻（2009年3月27日発行） ISBN 978-4-04-867717-2
- 第6巻（2010年7月27日発行） ISBN 978-4-04-868783-6
- 第7巻（2011年12月17日発行）ISBN 978-4-04-886171-7

## CD
ドラマCD こはるびより
2007年10月31日にメディアワークスより発売。
出演者：喜多村英梨、近藤孝行、明坂聡美、小清水亜美、清水愛
こはるびより オリジナルサウンドトラック
2007年11月21日にジェネオンエンタテインメントより発売。
- 本編BGM
- オープニングテーマ「エプロンだけは取らないで！」（歌：喜多村英梨）
- OVA挿入歌「おっぱいはダメっ」（歌：喜多村英梨）
- 第1巻・第2巻エンディングテーマ「ラブソングかもしれない」（歌：喜多村英梨・明坂聡美）を収録。

こはるびより マニアックスCD1
2007年12月21日にジェネオンエンタテインメントより発売。
- CDドラマ2話
- OVA挿入歌「ヘンシーン！って叫んでいいですか？」（歌：明坂聡美）
- 久遠のキャラクターソング「ボーナス払いもアリですわ！」（歌：小清水亜美）を収録。

こはるびより マニアックスCD2
2008年2月22日にジェネオンエンタテインメントより発売。
- CDドラマ2話
- さくやのキャラクターソング「“等身大”っておっきいよ！」（歌：清水愛）
- 第3巻エンディングテーマ「ほら、あったかなんです。」（歌：喜多村英梨）を収録。

※OP・ED・キャラソンは全て、作詞：くまのきよみ、作曲・編曲：渡辺剛

## アニメ
OVAで全3巻リリース（ジェネオンエンタテインメントより発売）。なお、この為に作者はキャラの設定を初めて製作した。
- 第1巻は2007年11月21日発売。それに先立ち、AT-Xでは、同年10月14日に先行放送された。
- 第2巻は2008年2月8日発売。先行放送は同局より同年1月13日に放送。
- 第3巻は2008年4月2日発売。先行放送は同局より同年3月9日に放送。

裸のシーン（乳首も露出している）が多い為、同局では視聴年齢制限を設けて放送した。なお、AD VISIONより発売された北米版DVD（Indian Summe）でもTV-MA（17歳以上推奨）の年齢制限を設けられている。

### スタッフ
- 原作 - みづきたけひと
- 監督・脚本 - 稲垣隆行
- シリーズ構成・脚本 - あおしまたかし
- キャラクターデザイン・総作画監督 - 大隈慶晃
- 色彩設定 - 藤川耕輔
- 美術監督・美術設定 - 小木斉之
- 撮影監督 - 田辺克司
- 編集・特殊画加処理 - 田中恒嗣
- 音楽 - 渡辺剛
- 音響監督 - 明田川仁
- プロデューサー - 中山信宏、伊平崇耶、梅澤淳、三上康博
- アニメーションプロデューサー - 安西武、西岡大輔
- アニメーション制作 - 童夢
- 製作 - こはるびより製作委員会（ジェネオンエンタテインメント、ショウゲート、メディアワークス、AT-X）

### 主題歌
オープニングテーマ
「エプロンだけは取らないで！」
作詞 - くまのきよみ / 作曲・編曲 - 渡辺剛 / 歌 - ゆい（喜多村英梨）
エンディングテーマ
「ラブソングかもしれない」（第1巻・第2巻）
作詞 - くまのきよみ / 作曲・編曲 - 渡辺剛 / 歌 - ゆい（喜多村英梨）、住友みのり（明坂聡美）
「ほら、あったかなんです。」（第3巻）
作詞 - くまのきよみ / 作曲・編曲 - 渡辺剛 / 歌 - ゆい（喜多村英梨）
挿入歌
「おっぱいはダメっ」（第3話）
作詞 - くまのきよみ / 作曲・編曲 - 渡辺剛 / 歌 - ゆい（喜多村英梨）
「ヘンシーン！って叫んでいいですか？」（第5話）
作詞 - くまのきよみ / 作曲・編曲 - 渡辺剛 / 歌 - 住友みのり（明坂聡美）

### 各巻リスト
| 巻数 | 話数 | サブタイトル               | 絵コンテ                | 演出           | 作画監督                              | 発売日         |
| ---- | ---- | -------------------------- | ----------------------- | -------------- | ------------------------------------- | -------------- |
| 1    | 1    | 豚を見るような目で見ないで | 稲垣隆行                | 稲垣隆行       | 齋藤雅和、飯田孝行 澤崎誠             | 2007年11月21日 |
| 1    | 2    | これ以上はもうゆるして     | 稲垣隆行                | 稲垣隆行       | 齋藤雅和、飯田孝行 澤崎誠             | 2007年11月21日 |
| 1    | 3    | わたしおっぱい出ませんよ   | 稲垣隆行                | 稲垣隆行       | 齋藤雅和、飯田孝行 澤崎誠             | 2007年11月21日 |
| 2    | 4    | どうせ私は売れ残り…        | 八谷賢一 三宅雄一郎     | 三宅雄一郎     | 大隈慶晃、小川浩司 谷川政輝、北村友幸 | 2008年2月8日   |
| 2    | 5    | こ…股間から火が!!          | 八谷賢一 三宅雄一郎     | 三宅雄一郎     | 大隈慶晃、小川浩司 谷川政輝、北村友幸 | 2008年2月8日   |
| 2    | 6    | 激しい男のソロ活動…        | 八谷賢一 三宅雄一郎     | 三宅雄一郎     | 大隈慶晃、小川浩司 谷川政輝、北村友幸 | 2008年2月8日   |
| 3    | 7    | お姉様…へぇ?…              | おざわかずひろ 稲垣隆行 | おざわかずひろ | 越智信次、大隈慶晃 小川浩司、太田雅彦 | 2008年4月2日   |
| 3    | 8    | 私の大事な…                | おざわかずひろ 稲垣隆行 | おざわかずひろ | 越智信次、大隈慶晃 小川浩司、太田雅彦 | 2008年4月2日   |
| 3    | 9    | こはるびよりですね         | おざわかずひろ 稲垣隆行 | おざわかずひろ | 越智信次、大隈慶晃 小川浩司、太田雅彦 | 2008年4月2日   |

### 関連番組

#### 英梨と聡美のＯＯマニアへの道
英梨と聡美のＯＯマニアへの道（えりとさとみのまるまるマニアへのみち）は、Club AT-X内にて放送された番組。また、Showgate RADIOにおいても配信された。全12回。
内容は喜多村英梨と明坂聡美が秋葉原を散策し色々な秋葉スポットに潜入するというもの。こはるびよりの宣伝だけではなく二人が出演した作品や今、話題の作品など他社の作品も宣伝している（こはるびよりの宣伝以外は番組が自主的にやっている訳ではなく二人が勝手に宣伝しており、他社の作品の宣伝だけしかしなかった回もあった）。
なお、同番組は、セルDVDの映像特典に収録されている。
番組情報
MC
- 喜多村英梨（ゆい役）
- 明坂聡美（住友みのり役）

配信
- Club AT-X（2007年10月21日 - 2008年1月13日）
- Showgate RADIO（2007年10月26日 - 2008年1月18日）

#### 英梨と聡美のHENTAIですか？〜全国のタカヤさんをごひいきします★〜
キャララジオにて配信されていたインターネットラジオ番組。全3回。
番組情報
パーソナリティー
- 喜多村英梨（ゆい役）
- 明坂聡美（住友みのり役）

配信
- キャララジオ（2008年1月18日 - 2008年2月1日）

### DVD購入特典
- 「こはるびより」DVD全巻購入者プレゼントとして『ねんどろいど “ゆい”』がキャンペーン特典になった。

## その他

### 雑誌付録
- 「電撃萌王」2007年12月号・2008年2月号にて、付録としてそれぞれゆい・みのりの塗装済みフィギュアが付属する。

### トレーディングカード
- プロジェクト レヴォリューション - ブロッコリーと角川書店制作のトレーディングカードゲーム。収録エキスパンションはMW3.0（2007年）。